# バイキング・エア
バイキング・エア(Viking Air Ltd.)はカナダのビクトリアに本拠地を置き、航空機および航空機部品、システムの製造を行っている企業である。DHC-6 ツイン・オッターの新シリーズやDHC-2 ビーバーの改良版のほか、過去のデ・ハビランド・カナダ機向け交換部品、ベル・ヘリコプター・テキストロンの構成部品などの製造も行っている。

## 歴史
1970年、航空機の改装、販売、修理を行う企業としてビクトリアで設立された。創業者のニルス・クリステンセン(Nils Christensen)はノルウェーのオスロ出身で、トロントのデ・ハビランド・カナダで働いた後、カナダの各航空関連企業で航空機の改装や保守を担当してきた人物である。会社設立当初は、水上機への改装を主な業務としていた。
1983年にはDHC-2 ビーバー、DHC-3 オッター用の交換部品の製造および供給の独占権を取得、事業を製造主体に移行し始めた。
2003年にはトロントの投資グループWesterkirk Capitalの所有となり、資金の裏付けを得たバイキング・エアは、過去のデ・ハビランド・カナダ機全機に対する部品製造関連事業をボンバルディアから買収した。さらに2006年2月24日にはボンバルディアより既に製造が終了したデ・ハビランド・カナダの旧機種に対する型式証明の譲渡を受けた。対象となったのは以下の各機種である。
- DHC-1 チップマンク
- DHC-2 ビーバー
- DHC-3 オッター
- DHC-4 カリブー
- DHC-5 バッファロー
- DHC-6 ツイン・オッター
- DHC-7 ダッシュ7

DHC-8はボンバルディア・エアロスペースによる生産が続いていたため譲渡の対象外となっていたが、2018年11月に、バイキング・エアの親会社であるロングビュー・アビエーション・キャピタルがDHC-8に関わる全ての事業の取得に合意した。DHC-8の事業取得を機にロングビュー社は合わせて取得したデ・ハビランド・カナダの商標を復活させている。
バイキング・エアはこれを元に新型機の開発製造を行う権利を獲得し、2008年以降は、DHC-2 ビーバーとDHC-6 ツイン・オッターの製造を行っている。
2016年にはボンバルディア・エアロスペースがカナディアから取得したCL-215と、ボンバルディアによる改造機であるCL-415を製造権を取得している。

## 新製品

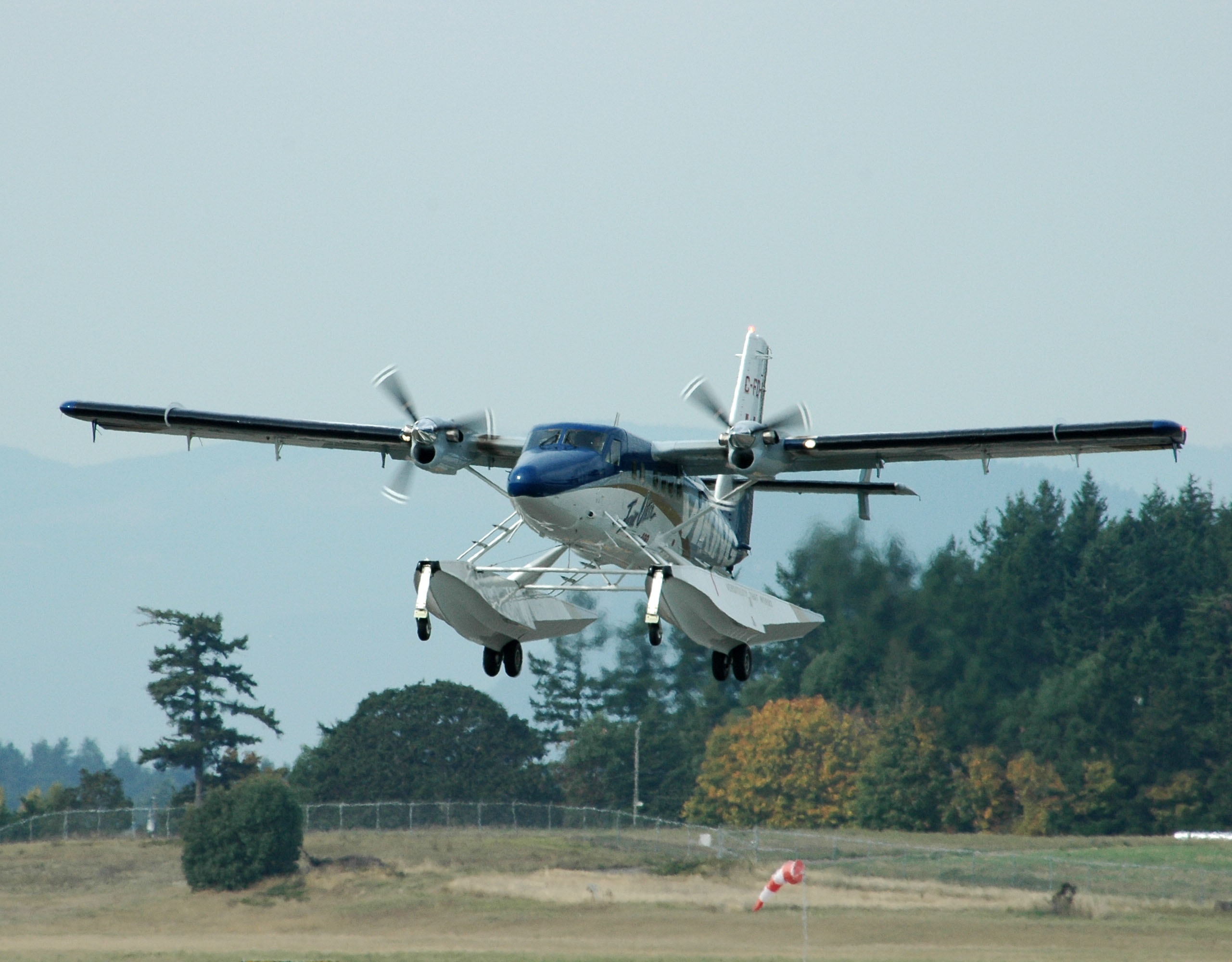
2008年10月1日に行われたシリーズ400の初飛行の様子

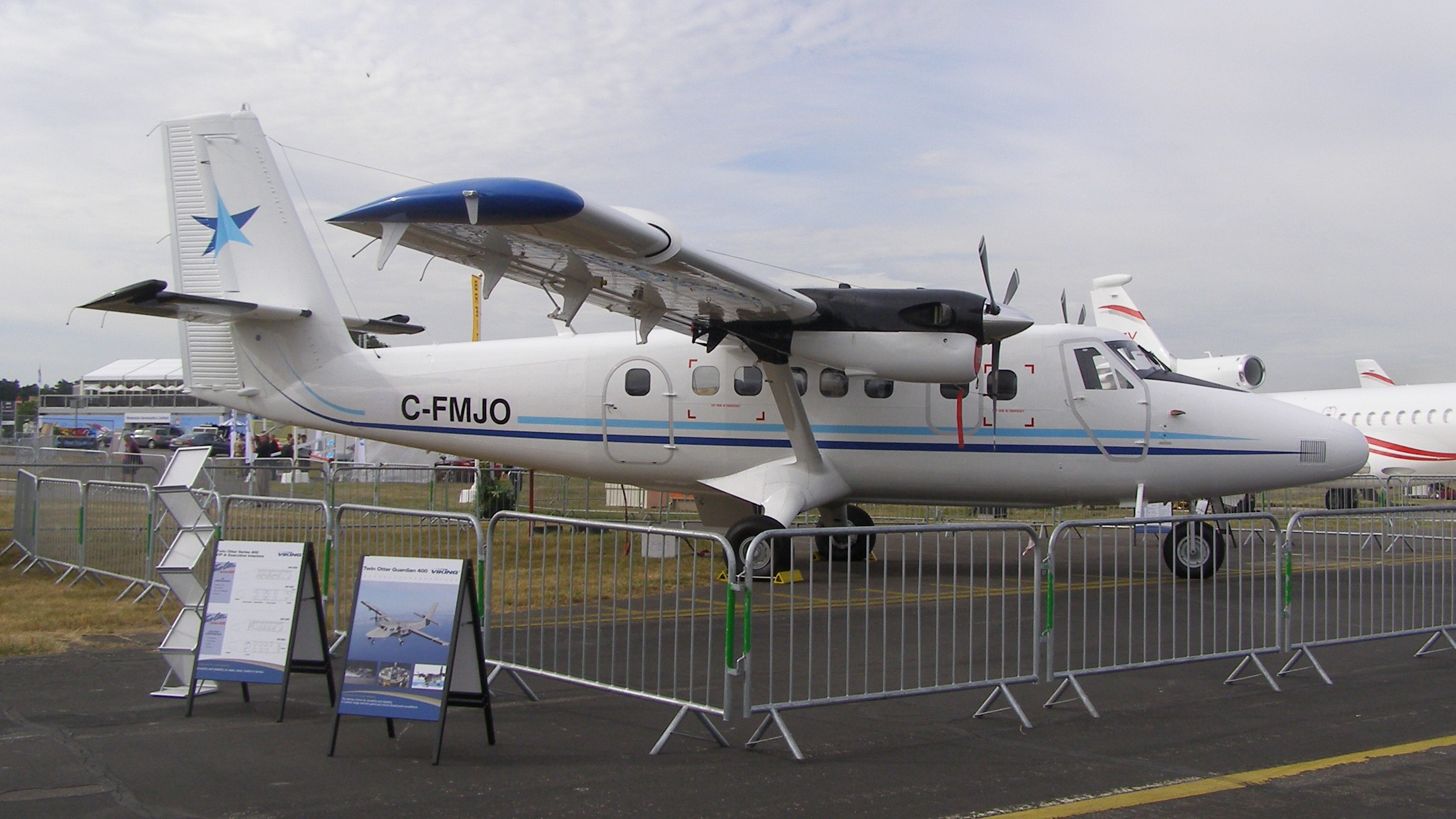
2010年のファーンボロー国際航空ショーで展示されたDHC-6シリーズ400

2007年4月2日、バイキング・エアはDHC-6 ツイン・オッターに、より強力なPratt & Whitney Canada PT6A-34/35エンジンを載せ、シリーズ400として製造を開始、オプション購入分を含めて27機を既に受注していることを明らかにした。シリーズ400のプロトタイプ機による初試験飛行は2008年10月1日にビクトリア国際空港で行われた。2010年2月にはHoneywellのデジタルフライトデッキとコミューター向け内装を備えた最初の機体が飛行を行った。
バイキング・エアはDHC-2T ターボビーバーの名称でDHC-2 ビーバーの改良版の製造も行っている。